# Lilia Landi
Lilia Landi, nome d'arte di Lilia Giovannotti (Roma, 24 agosto 1929 – Viareggio, 6 luglio 2019), è stata un'attrice italiana che è stata attiva nel cinema negli anni cinquanta.

## Biografia
Diplomatasi nel 1950 al Centro Sperimentale di Cinematografia, era stata finalista di Miss Italia nel 1946.
Dopo alcune piccole partecipazioni, fu scelta nel 1952 da Federico Fellini per il ruolo di una diva dei fotoromanzi nel suo film Lo sceicco bianco, con Alberto Sordi e Giulietta Masina. L'anno successivo fu sempre con Fellini ne I vitelloni. In quel film interpretò la parte di se stessa come ex-reginetta di bellezza che incoronava una nuova miss. Se si eccettuano queste due partecipazioni - e la successiva del 1956 ne Il ferroviere di Pietro Germi - la filmografia della Landi non si è poi distinta per altre opere di rilievo, limitandosi piuttosto a prodotti b-movie.
Accanto all'attività cinematografica va tuttavia segnalata anche quella di attrice di teatro di rivista in compagnie di rilievo, come quelle di Wanda Osiris e Ugo Tognazzi o con registi di rilievo come Mario Landi e Daniele D'Anza.

## Filmografia
- L'apocalisse, regia di Giuseppe Maria Scotese (1948)
- Miss Italia, regia di Duilio Coletti (1950)
- Turri il bandito, regia di Enzo Trapani (1950)
- Domani è troppo tardi, regia di Léonide Moguy (1950)
- Era lui, si, si!, regia di Marino Girolami, Marcello Marchesi e Vittorio Metz (1951)
- Il caimano del Piave, regia di Giorgio Bianchi (1951)
- Destino, regia di Enzo Di Gianni (1951)
- Licenza premio, regia di Max Neufeld (1951)
- Totò e i re di Roma, regia di Mario Monicelli e Steno (1951)
- Lo sceicco bianco, regia di Federico Fellini (1952)
- Abracadabra, regia di Max Neufeld (1952)
- I vitelloni, regia di Federico Fellini (1953) – non accreditata, cameo
- Frine, cortigiana d'Oriente, regia di Mario Bonnard (1953)
- Milanesi a Napoli, regia di Enzo Di Gianni (1954)
- Destinazione Piovarolo, regia di Domenico Paolella (1955)
- Il ferroviere, regia di Pietro Germi (1956)
- I vagabondi delle stelle, regia di Nino Stresa (1956)
- Il grido, regia di Michelangelo Antonioni (1957)
- Gli zitelloni, regia di Giorgio Bianchi (1958)
- Noi siamo due evasi, regia di Giorgio Simonelli (1959)